# Pain (jeu vidéo)
Pour les articles homonymes, voir Pain (homonymie).
Pain est un jeu vidéo d'action développé par Idol Minds et édité par Sony Interactive Entertainment, sorti en 2007 sur PlayStation Network (PlayStation 3).

## Système de jeu
Le joueur manie une fronde géante avec un personnage étrange en guise de projectile pour marquer des points dans un environnement évolutif et déjanté, l'objectif étant de causer le plus de dégâts possible.

## Accueil
- Jeuxvideo.com : 13/20[1]
- Gamekult : 4/10[2]